# Tisamenus napalaki
Tisamenus napalaki ist eine Gespenstschrecken-Art, die im Norden der philippinischen Insel Luzon und auf der Insel Palaui vorkommt.

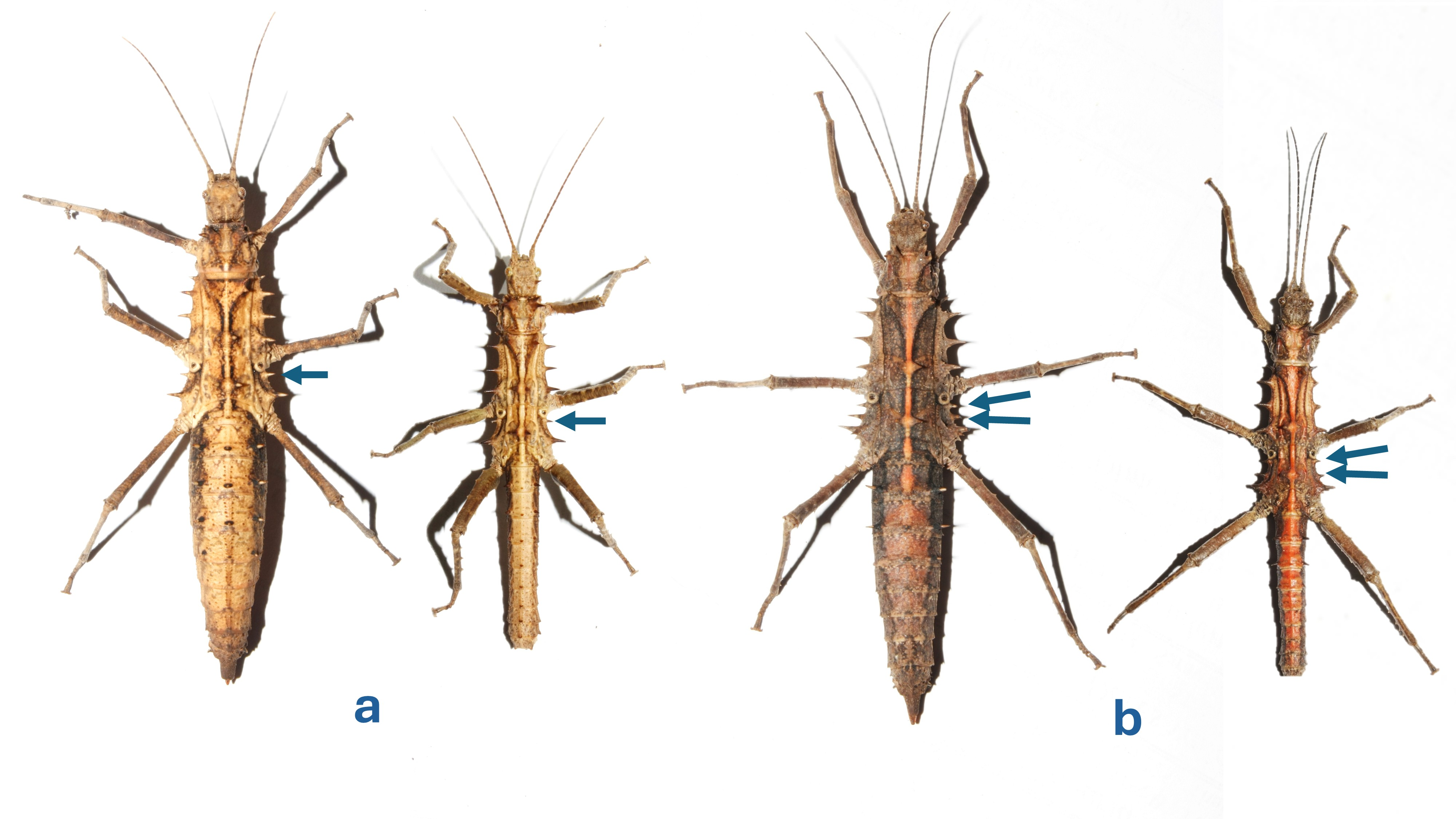
Unterscheidung von a) Tisamenus draconinus; b) Tisamenus napalaki anhand der Metapleuralstacheln

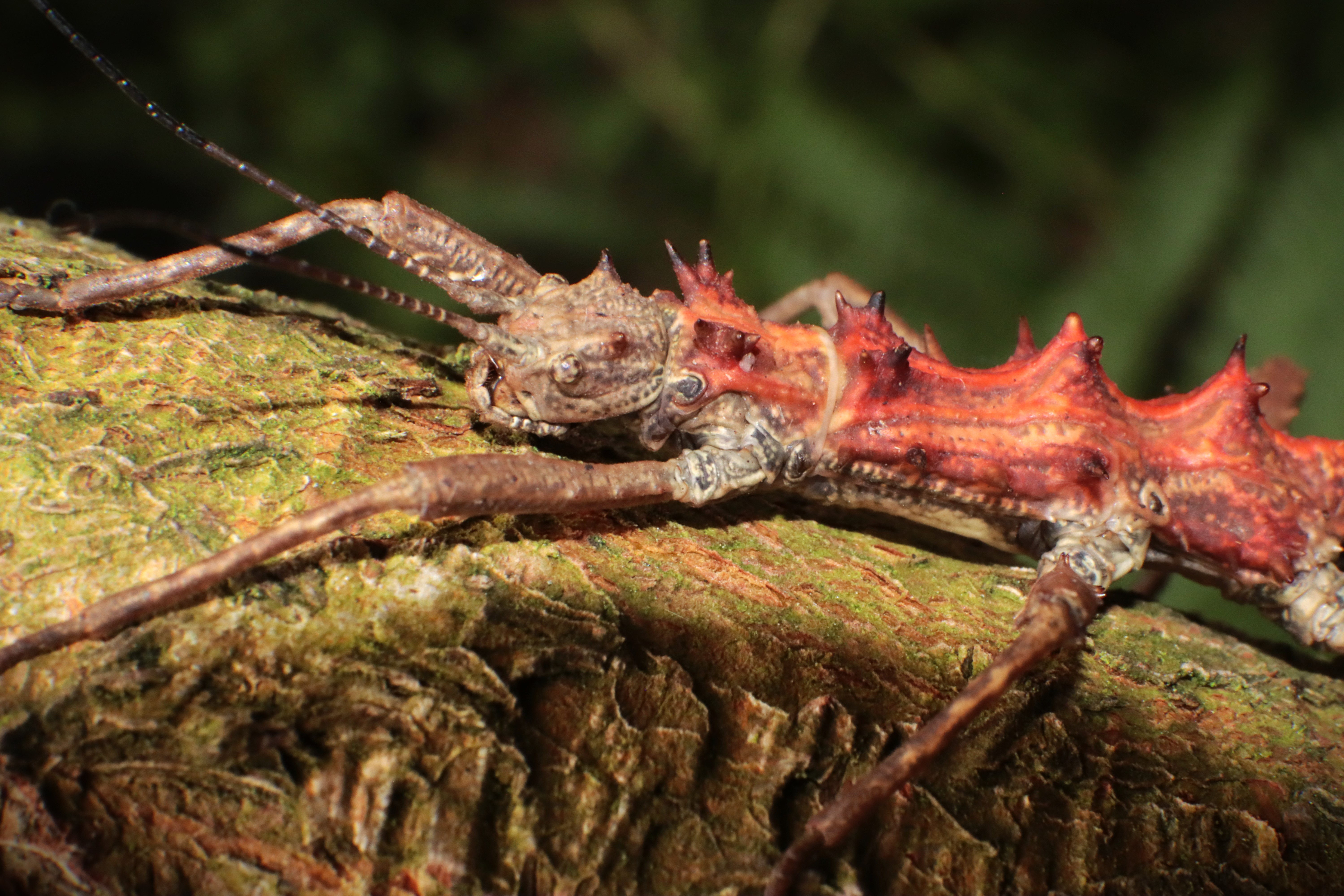
Porträt eines Männchens

## Merkmale
Tisamenus napalaki ist eine große und charakteristische Tisamenus-Art. Sie ist der farbenprächtigste Vertreter der Gattung und ähnelt in ihrem Habitus stark Tisamenus draconinus. Von dieser unterscheidet sie sich durch das Vorhandensein von zwei Metapleuralstacheln, während Tisamenus draconinus nur einen hat. Darüber hinaus ist Tisamenus napalaki deutlich größer, etwas schlanker und die Körperstrukturen sind insgesamt ausgeprägter, wobei alle Hauptstacheln länger und schlanker sind. Wie bei Tisamenus draconinus besitzen die die beiden vorderen Ecken des gattungstypischen Dreiecks auf dem Mesonotum entweder einen zusammengesetzten Dorn oder sie haben zwei oder mehr Dornen. Männchen von Tisamenus napalaki erreichen 44 bis 50 mm Länge. Sie weisen oft orange bis rötliche Farbtöne auf, können aber auch fast ausschließlich orange bis rot gefärbt sein. Typisch sind die aufgeblasenen Terga zwei bis fünf des Abdomens. Weibchen werden 64 bis 69 mm lang. Sie sind ebenfalls kontrastreich gefärbt und weisen Farbmuster in Weiß-, Creme-, Gelb- und Schwarztönen auf. Auch sie können orange Farbtöne in Form einer mehr oder weniger schmalen Linie haben, die meist vom Meso- über das Metanotum bis zum vorderen Abdomen reicht.

## Vorkommen
Die Art wurde an verschiedenen Orten im nördlichen Teil Luzons gefunden. Diese liegen in den Provinzen Cagayan, Isabela und Kalinga sowie auf der ebenfalls zur Provinz Cagayan gehörigen, Luzon am nordöstlichsten Punkt vorgelagerten Insel Palaui.

## Fortpflanzung
Die von den Weibchen mittels Ovipositor abgelegten, relativ großen Eier sind mit Deckel (Operculum) 4,4 mm lang, 2,8 mm breit und 3,0 mm hoch. Die Oberfläche der Eikapsel ist mit einem unregelmäßigen Geflecht aus Leisten bedeckt, die dicht mit fransigen bis borstigen Auswüchsen versehen sind. Die Mikropylarplatte ist relativ klein und kaum mehr als 0,7-mal so lang wie die Kapsel. Wie für die Gattung typisch bildet sie ein auf dem Kopf stehendes Y. Der mittlere Bereich ist breit und die Form verjüngt sich allgemein in Richtung aller drei Armen, jedoch besonders stark Richtung der unteren beiden, eher kurzen Arme. die Mikropylarplatte erreicht die Vorderseite nicht. Das Operculum sitzt in einem Winkel von ca. 5 Grad auf der Eikapsel und fällt nach hinten, also Richtung Mikropylarplatte ab (Siehe auch Bau des Phasmideneies).

## Systematik
Frank H. Hennemann beschrieb die Art 2025 im Rahmen einer taxonomischen Revision der Gattung Tisamenus. Der Artname „napalaki“ bedeutet auf Filipino „aufgeblasen“ und bezieht sich auf die charakteristisch aufgeblasenen, vorderen Abdominalterga der Männchen. Als Holotypus wurde ein Männchen ausgewählt, welches 2014 in Santa Ana in der Provinz Cagayan (genaue Koordinaten 18°28’N 122°09’E) von Ismael Lumawig gesammelt wurde und über Bruno Kneubühler in das Museum für Naturwissenschaften in Brüssel gelangte, wo es hinterlegt ist. Zwei Weibchen und ein Männchen aus der Provinz Kalinga sind als Paratypen ebenfalls in Brüssel hinterlegt. Zwei weitere, in Brüssel hinterlegte, männliche Paratypen stammen aus Nachzuchten von Tieren aus Palaui. Weitere 28 Tiere und 23 Eier sind als Paratypen in Hennemanns Belegsammlung hinterlegt, darunter vier noch nicht adulte Weibchen. Die Paratypen stammen teilweise aus San Pablo in der Provinz Isabela und aus Santa Ana und teilweise aus Nachzuchten von Tieren aus Palaui. Sämtliche Wildfangtiere wurden zwischen 2012 und 2015 gesammelt.
Hennemann stellte bei der Beschreibung der Art bzw. bei der Bearbeitung der Gattung fest, dass diese Art in der Vergangenheit bereits Teil wissenschaftlicher Veröffentlichungen insbesondere aus dem asiatischen Raum war. Allerdings wurde sie immer für Tisamenus draconinus gehalten. Dies gilt für Matsumura und Hirayama 1932, Shiraki 1935, Huang 2002, Xu 2005 sowie für Chen & He 2008.
Sarah Bank et al bezogen in ihre 2021 veröffentlichte, auf Genanalysen basierende Arbeit zu den Verwandtschaftsverhältnissen innerhalb der Heteropterygidae auch 14 Proben von verschiedenen Vertretern der Gattung Tisamenus ein. Unter ihnen auch mindestens eine Probe der seinerzeit noch unbeschriebenen Tisamenus napalki, deren Stellung innerhalb der Gattung damit bereits untersucht ist (siehe Kladogramm von Tisamenus).

## Terraristik
Die ersten Tiere der Art, die in Zucht gelangten, wurden von Albert Kang im Juni 2016 auf der Insel Palaui gesammelt. Thierry Heitzmann konnte die gesammelten Tiere erfolgreich zur Eiablage bringen und verschickte Eier nach Europa. Aus diesen konnte dort ein Zuchtstamm etabliert werden, der zunächst als Tisamenus sp. 'Palaui' bezeichnet wurde. Wie von allen in Zucht befindlichen Arten, werden auch von dieser Blätter von Brombeeren oder anderen Rosengewächsen und Haseln gefressen. Aufgrund der Färbung und der geringen Ansprüche an Haltung und Zucht, ist Tisamenus napalaki 'Palaui' einer der beliebtesten Zuchtstämme der Gattung in der Terraristik.

## Bilder

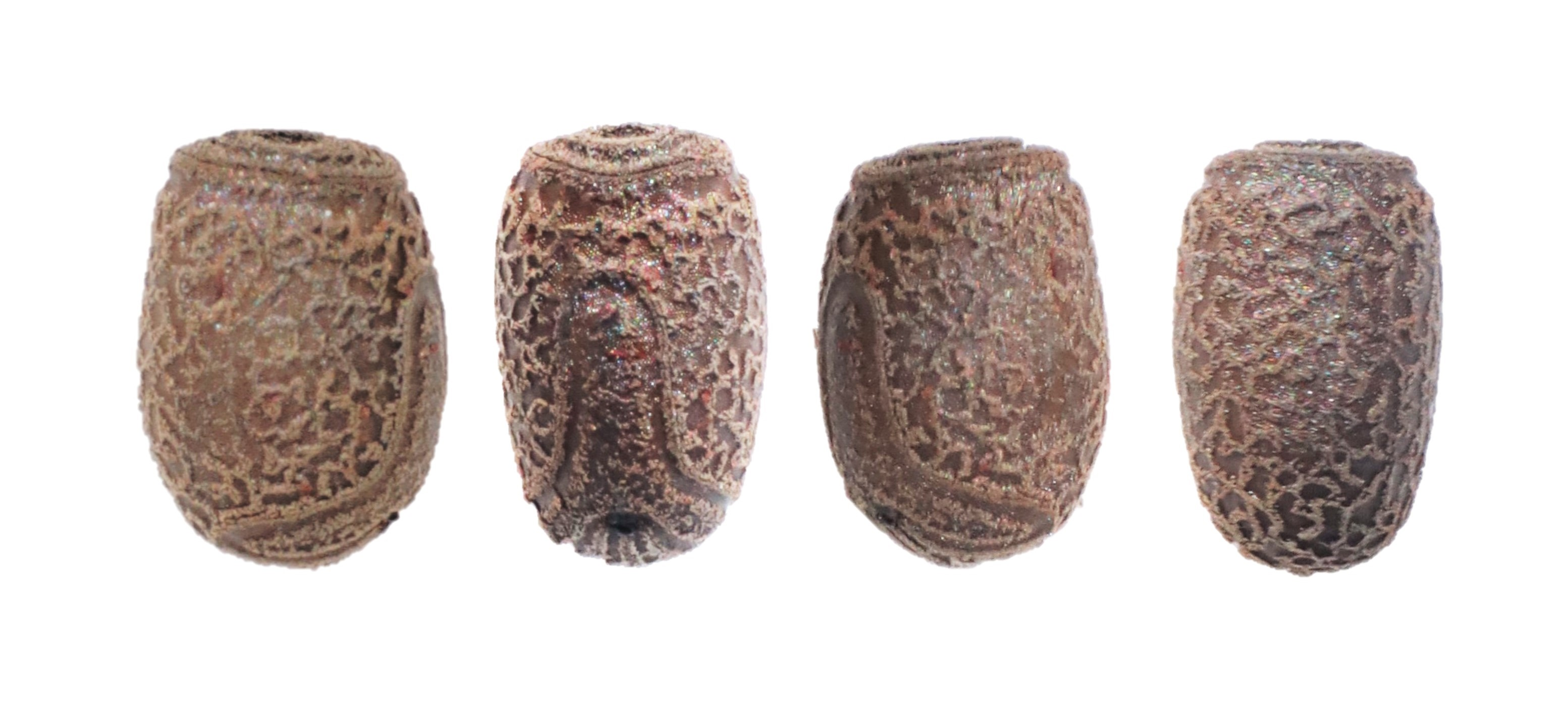
Eier von lateral, dorsal, lateral und ventral
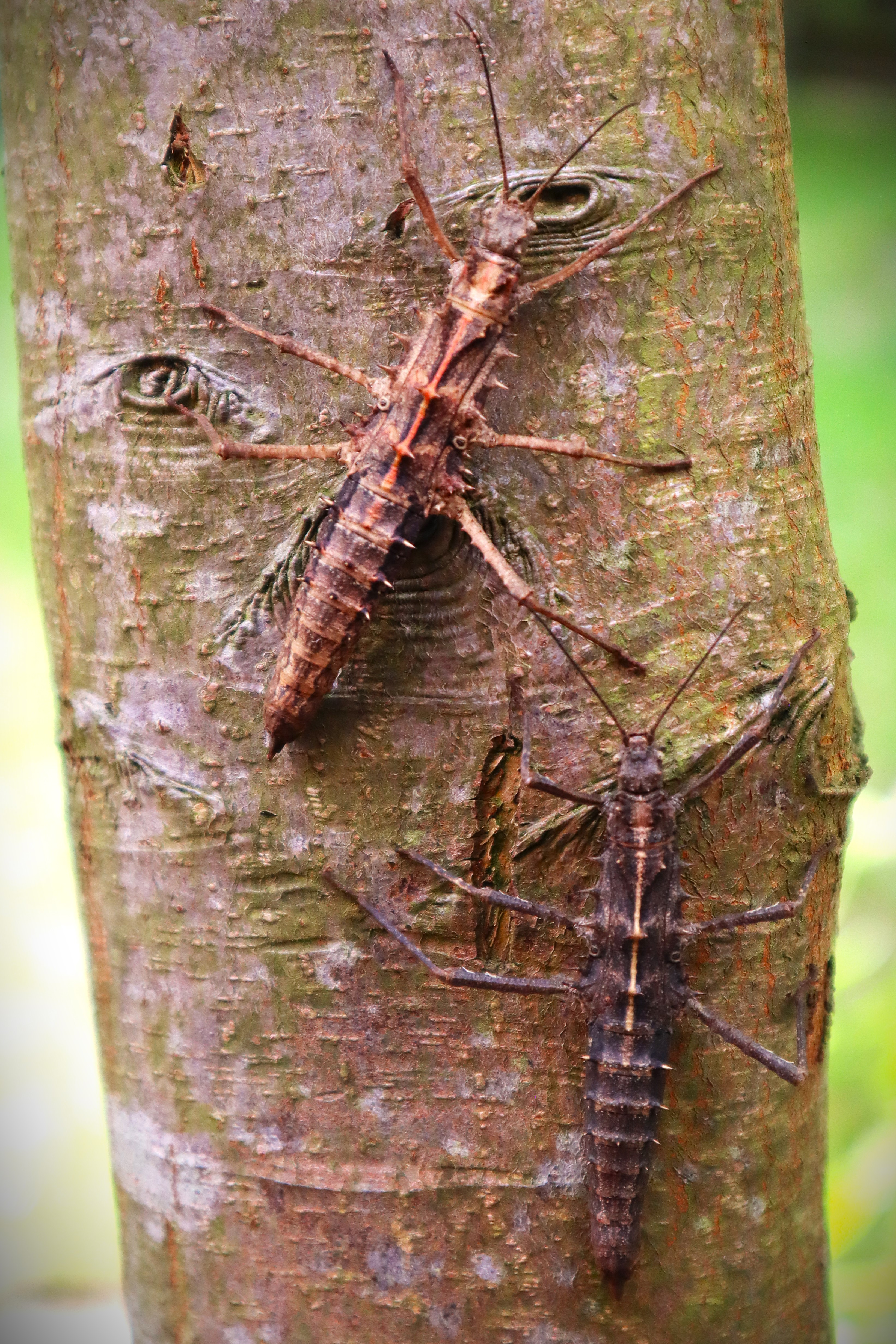
Verschiedenfarbige Weibchen
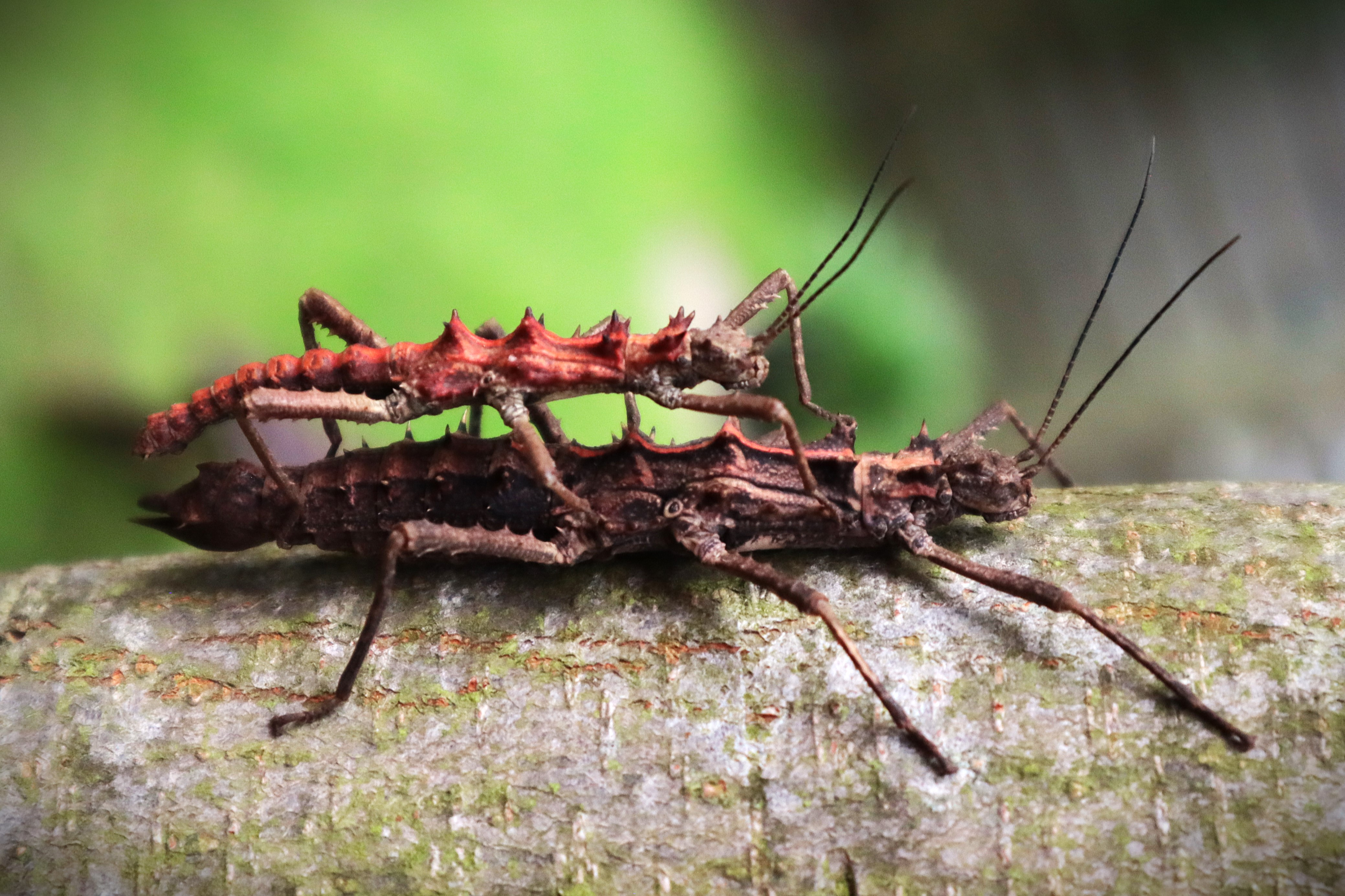
Pärchen
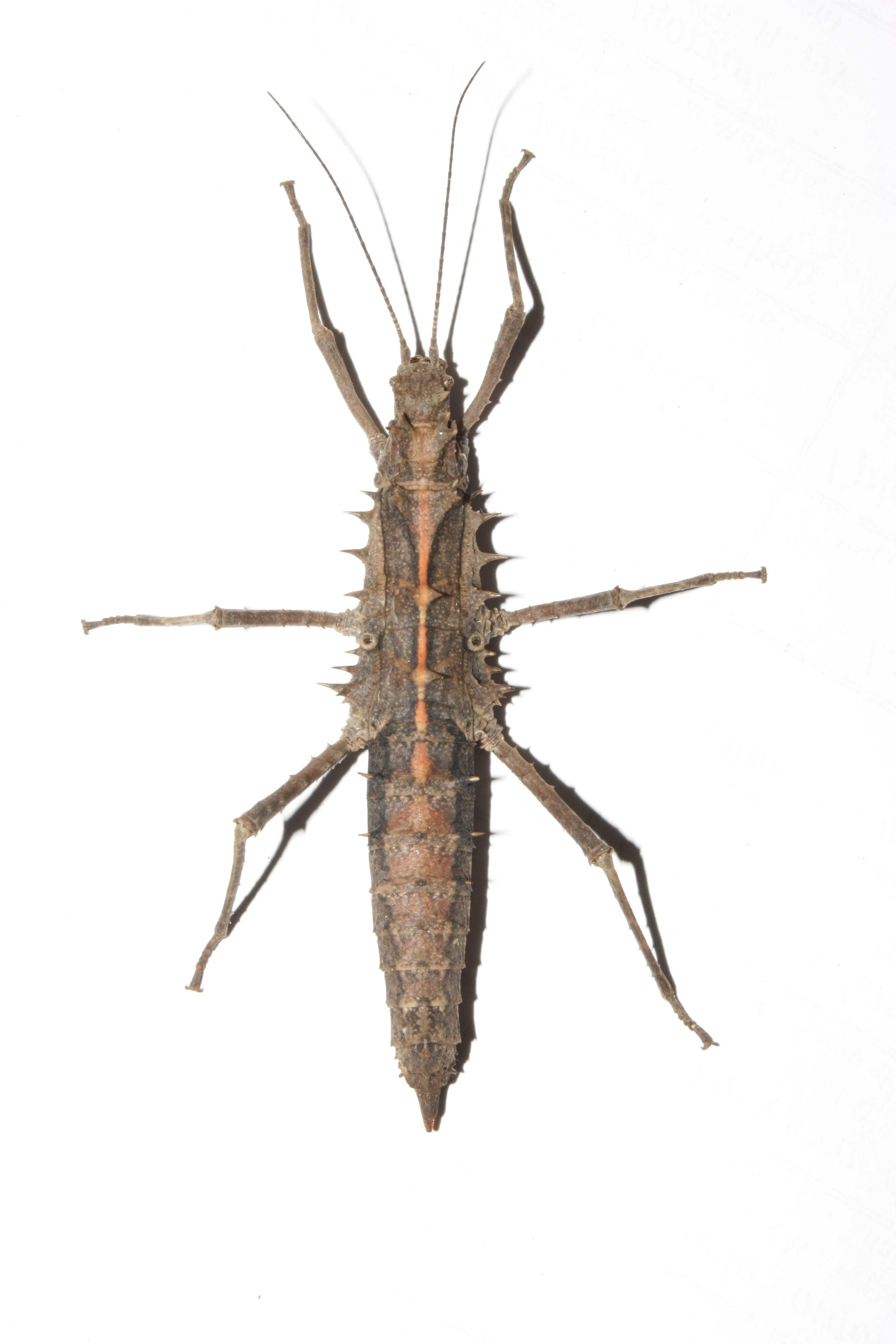
Weibchen von dorsal
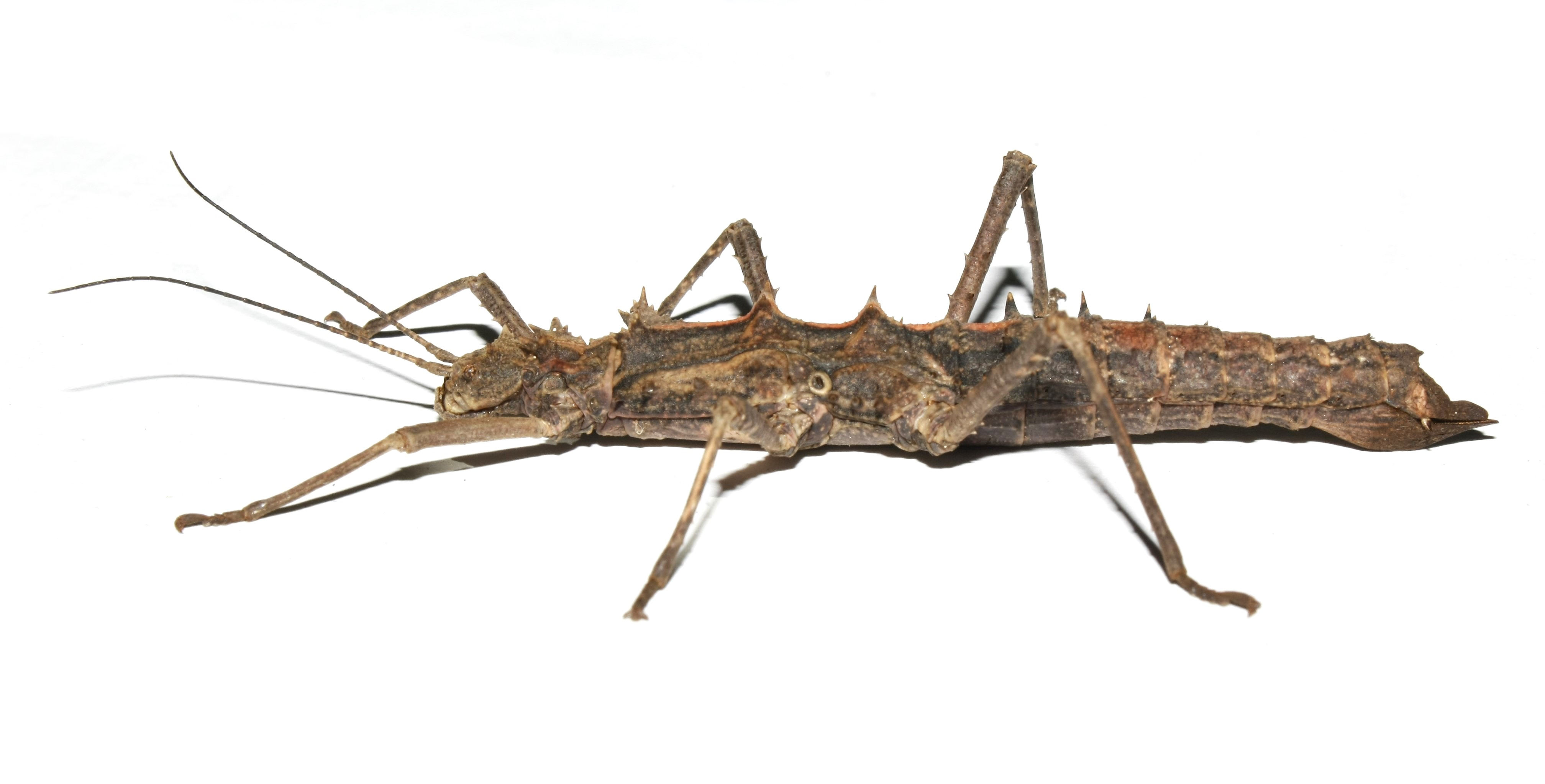
Weibchen von lateral
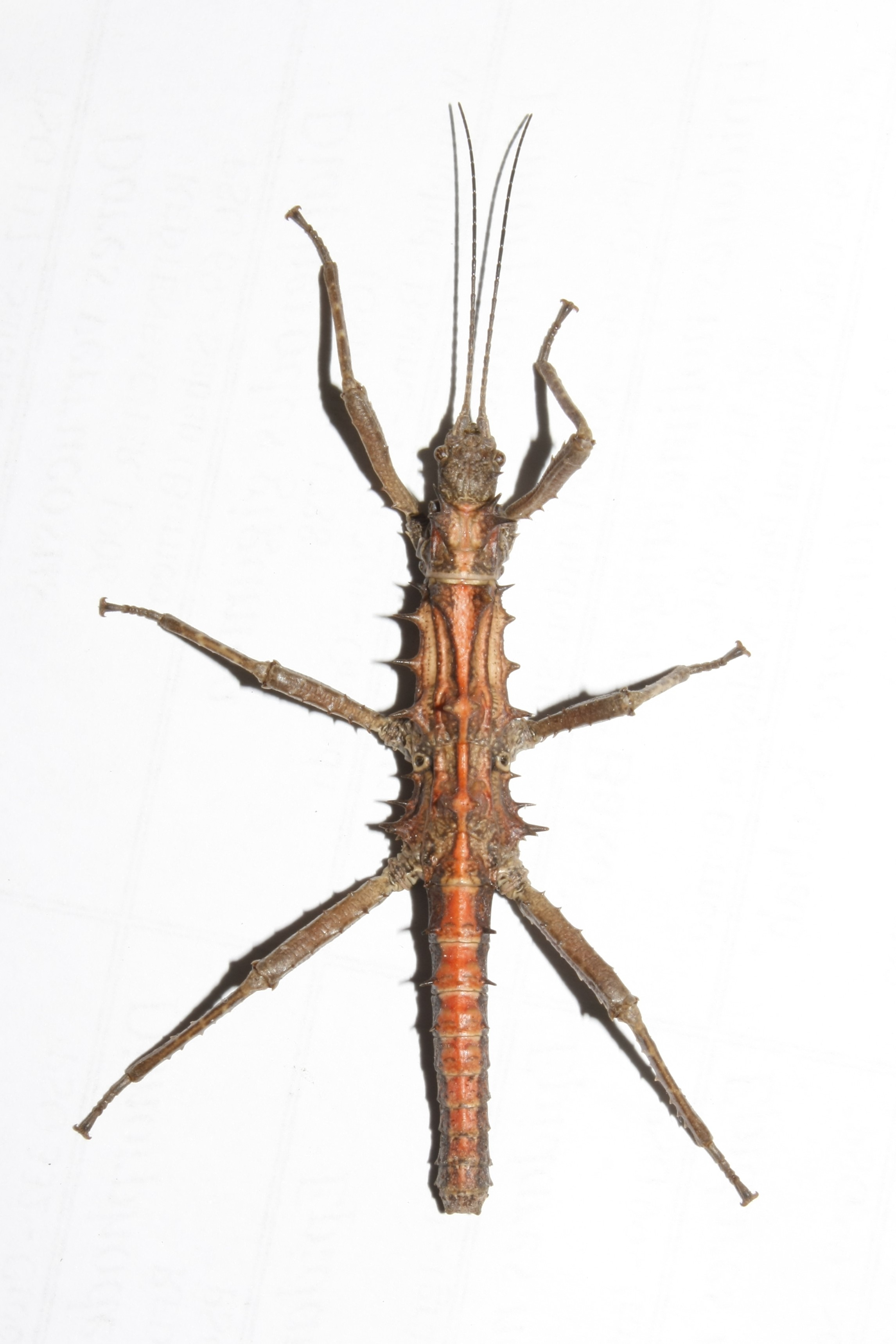
Männchen von dorsal
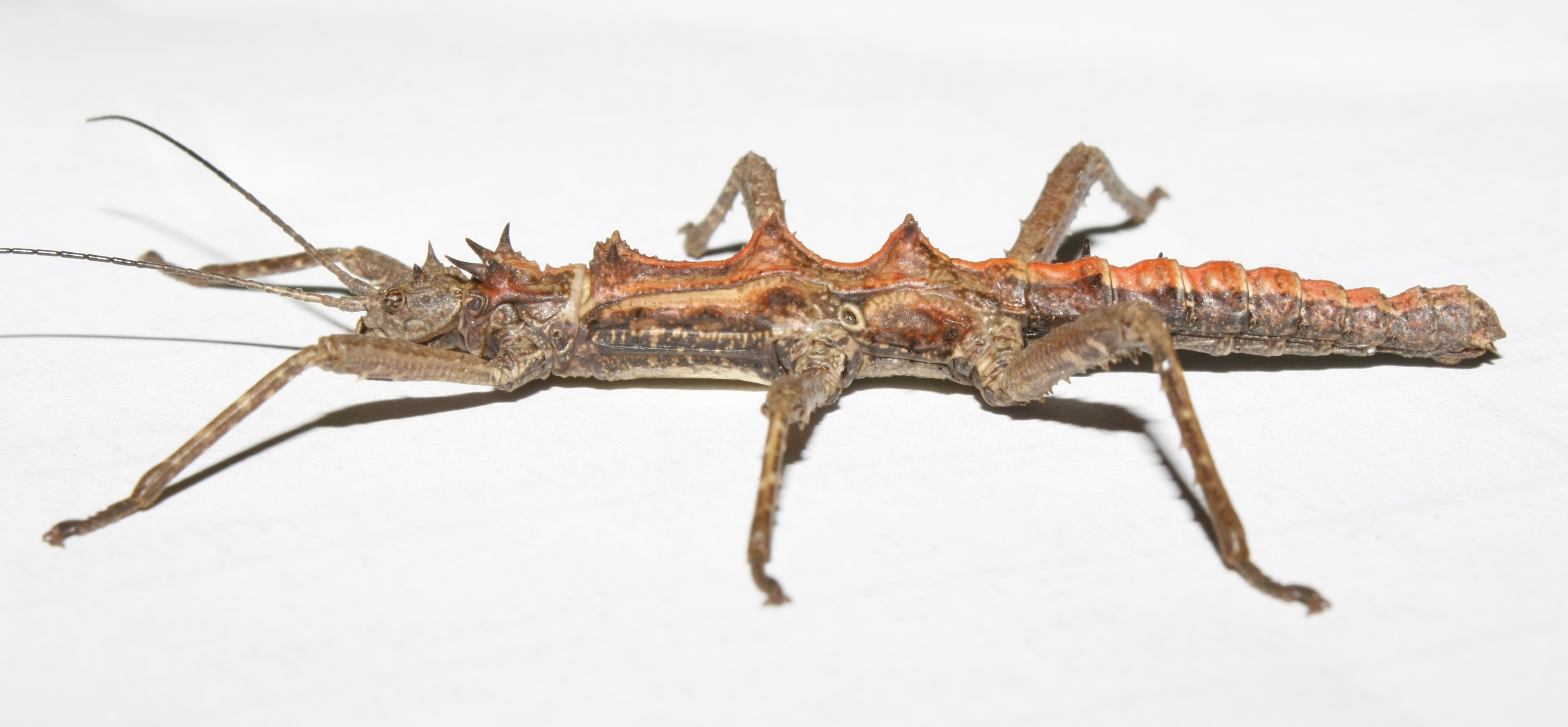
Männchen von lateral